# Königsrode

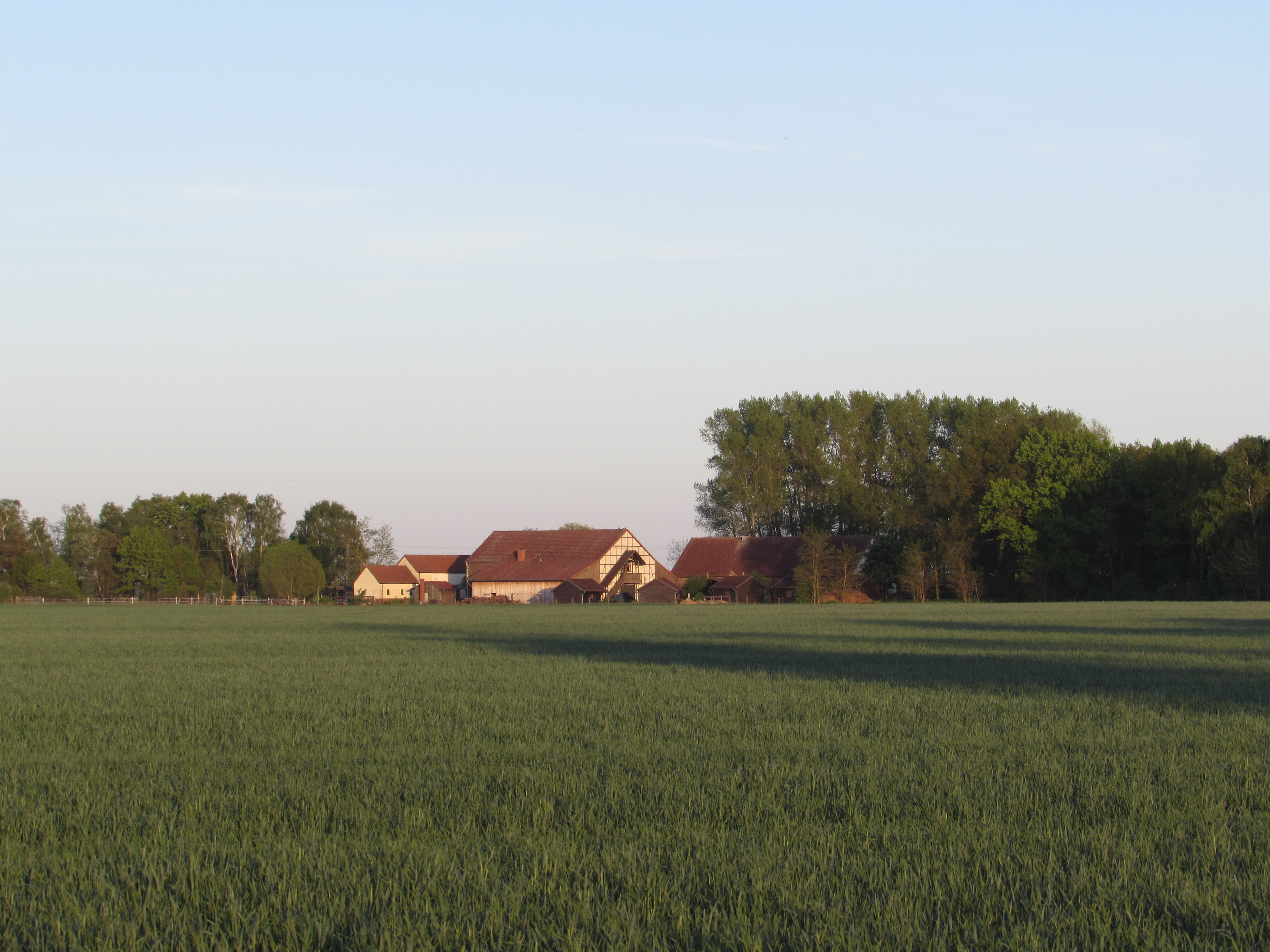
Das Vorwerk Königsrode im Fiener Bruch

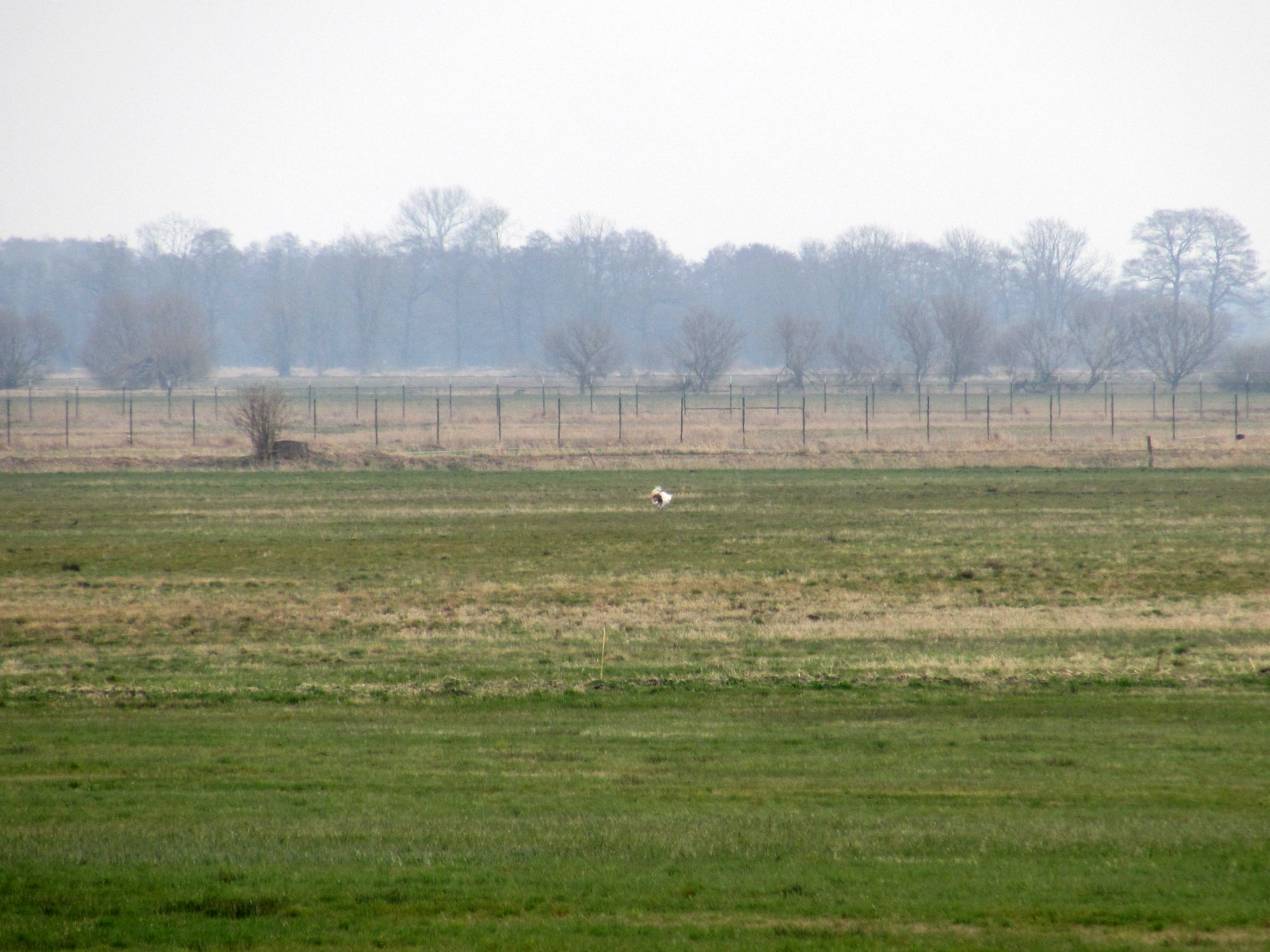
Blick vom Beobachtungsturm Königsroder Hof auf einen balzenden Hahn

Königsrode beziehungsweise der Königsroder Hof ist ein Vorwerk beziehungsweise Wohnplatz im Osten des Landes Sachsen-Anhalt im Landkreis Jerichower Land. Es gehört zu Tucheim, welches seit 2009 Ortsteil der Stadt Genthin ist. Königsrode liegt zentral im Fiener Bruch im Vogelschutzgebiet Fiener Bruch, am grabenartig ausgebauten Kietzer Bach. Der Königsroder Hof ist ein Landwirtschafts- und Hotelbetrieb. Er besteht aus einem Bauernhaus und teilweise ausgebauten Scheunen und Stallungen.

## Vogelschutzgebiet Fiener Bruch
Da das Fiener Bruch eines von nur noch drei Brutgebieten der in Deutschland vom Aussterben bedrohten Großtrappen, des schwersten flugfähigen Vogels, ist, wurde bereits 1979 das Großtrappenschongebiet Karow im damaligen Bezirk Magdeburg mit einer Größe von 5.780 Hektar eingerichtet. In den 1990er Jahren wurde die Niederung im Rahmen des Natura-2000-Netzes als EU-Vogelschutzgebiet Fiener Bruch ausgewiesen. Innerhalb des sachsen-anhaltischen Teilgebietes erfolgte 1997 die Ausweisung des 143 Hektar großen Naturschutzgebietes Fiener Bruch. Mitten im Fiener Bruch befindet sich bei Königsrode der Beobachtungsturm Königsroder Hof. Im Königsroder Hof betreibt der Förderverein Großtrappenschutz e. V. ein Informationszentrum, in dem regelmäßige Veranstaltungen rund um den Großtrappenschutz stattfinden.